# ディミトリオス・オイコノム

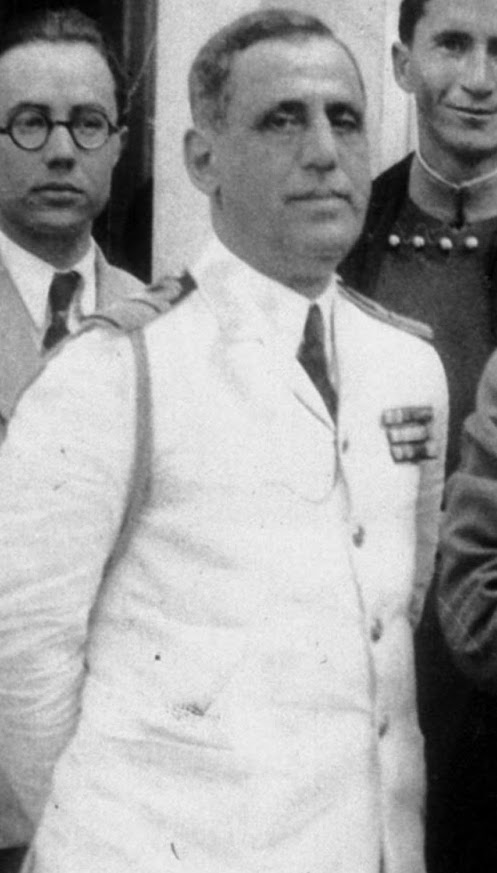
ディミトリオス・オイコノム(1935年)

ディミトリオス・オイコノム (ギリシャ語 : Δημήτριος Οικονόμου, 1883年6月4日 - 1957年9月1日) は、ギリシャの海軍軍人。

## 来歴
1899年にギリシャ海軍士官学校に入学。1903年7月に卒業する。
第一次世界大戦では親独派のコンスタンティノス1世を支持。
1935年に発生した、 ヴェニゼロス派の海軍士官によるクーデター未遂事件において軍方会議の議長を務めた。